# Канга, Гелор
Гело́р Канга́ Каку́ (фр. Guélor Kanga Kaku; род. 1 сентября 1990, 8 октября 1985 или 5 октября 1985, Оем) — габонский футболист, полузащитник, игрок сборной Габона.

## Клубная карьера

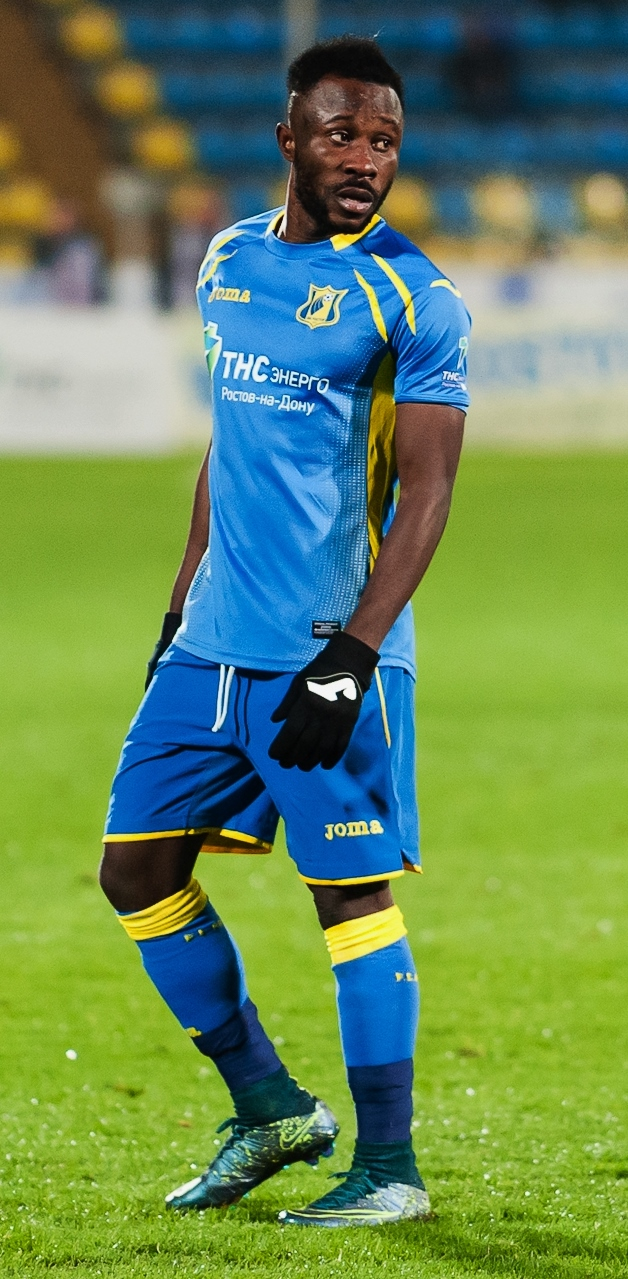
Канга в составе «Ростова»

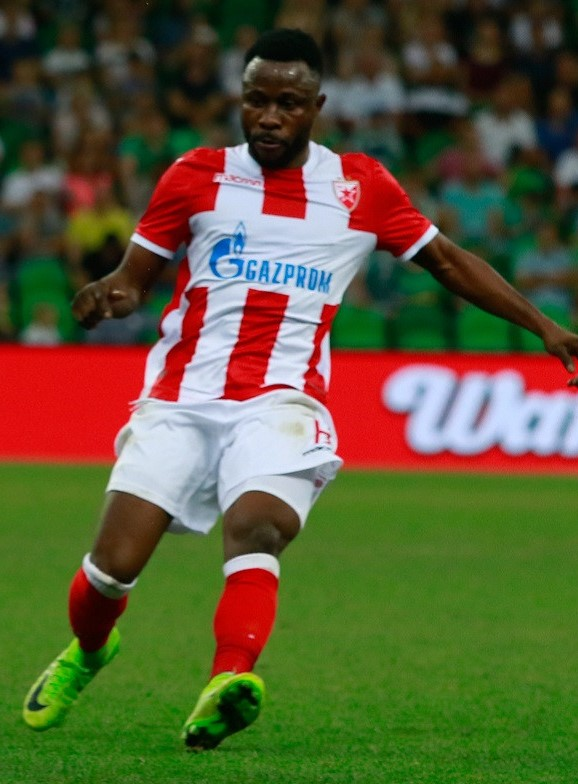
Канга в составе «Црвены звезды»

Канга начал карьеру в клубе «Мангаспорт». В своём дебютном сезоне он помог команде выиграть чемпионат. В 2010 году Гелор перешёл в «Миссил» в составе, которого вновь стал чемпионом Габона. Сезоне 2012/2013 он провёл в «Мунана», после чего покинул страну и подписал трёхлетний контракт с российским «Ростовом». 9 марта 2013 года в матче против владикавказской «Алании» он дебютировал в РФПЛ, заменив во втором тайме Флорана Синама-Понголь. 26 мая в поединке против московского ЦСКА Гелор забил свой первый гол за «Ростов». В декабре 2014 года получил трёхматчевую дисквалификацию за жест в адрес болельщиков «Спартака», которые выкрикивали расистские оскорбления в адрес африканца. В августе 2015 года получил дисквалификацию от КДК на 4 матча за неприличный жест в адрес судей в матче с ЦСКА. С приходом в команду Курбана Бердыева он немного меньше стал выходить на поле. За четыре сезона в составе «Ростова» помог клубу завоевать Кубок России 2013/14, и стать серебряным призёром чемпионата России 2015/2016.
Летом 2016 года Канга на правах свободного агента перешёл в сербскую «Црвену звезду» к своему бывшему тренеру по «Ростову» Миодрагу Божовичу. 12 июля в матче квалификации Лиги чемпионов против мальтийской «Валлетты» он дебютировал за новую команду. 26 июля в поединке квалификации чемпионской лиги против болгарского «Лудогорца» Гелор забил свой первый гол за «Црвену звезду». 14 августа в матче против «Раднички» он дебютировал в чемпионате Сербии.
24 августа 2017 года в поединке квалификации Лиги Европы против российского «Краснодара» Канга забил гол. В начале 2018 года Гелор перешёл в пражскую «Спарту». Сумма трансфера составила 1 млн евро. 18 февраля в матче против «Слована» из Либереца он дебютировал в Гамбринус лиге. В этом же поединке Канга забил свой первый гол за «Спарту», реализовав пенальти.
31 июля 2020 года Канга подписал трехлетний контракт с «Црвеной звездой», за которую выступал ранее в сезоне 2016/2017. В мае 2025 года покинул «Црвену звезду», проведя за клуб 300 матчей во всех турнирах, в которых забил 52 гола. В составе клуба стал шестикратным чемпионом Сербии и пять раз выиграл Кубок Сербии.

## Международная карьера
5 июня 2012 года в товарищеском матче против сборной ЮАР Канга дебютировал за сборную Габона.
В начале 2015 года Гелор был включён в заявку национальной сборной на участие в Кубке африканских наций в Экваториальной Гвинее. На турнире он сыграл в матчах против команд Буркина-Фасо, Конго и Экваториальной Гвинеи.
9 октября в поединке против Туниса Канга забил свой первый гол за сборную.
В 2017 году в составе сборной Каку принял участие в домашнем Кубке африканских наций. На турнире он сыграл в матче против команды Гвинеи-Бисау.

### Голы за сборную Габона
| #   | Дата            | Место                               | Противник | Результат | Счет | Соревнование             |
| --- | --------------- | ----------------------------------- | --------- | --------- | ---- | ------------------------ |
| 01. | 9 октября 2015  | Олимпийский стадион, Радес, Тунис   | Тунис     | 3:3       | 3:3  | Товарищеский матч        |
| 02. | 6 сентября 2016 | Лимбе, Лимбе, Камерун               | Камерун   | 1:1       | 2:1  | Товарищеский матч        |
| 03. | 16 ноября 2022  | Стад де Франсвиль, Франсвиль, Габон | Кения     | 2:1       | 2:1  | Отборочные матчи ЧМ-2026 |

## Судебные разбирательства
В апреле 2021 года был обвинён в подделке документов.  Федерация футбола Конго утверждала, что Канга родился в Конго и на самом деле его имя при рождении Киаку-Киаку Кианга, якобы власти Габона предоставили ему габонское гражданство по новому фальсифицированному свидетельству о рождении. В конце мая Канга был вызван в дисциплинарный комитет CAF, чтобы объяснить, почему его мать умерла в 1986 году, а он родился в 1990 году.

## Достижения

### Командные
«Мангаспорт»
- Чемпион Габона: 2008
- Обладатель Кубка Габона: 2008

«Миссиле»
- Чемпион Габона: 2011

«Ростов»
- Серебряный призёр чемпионат России: 2015/16
- Обладатель Кубка России: 2013/14

«Црвена звезда»
- Чемпион Сербии (6): 2017/18, 2020/21, 2021/22, 2022/23, 2023/24, 2024/25.
- Обладатель Кубок Сербии (5): 2020/21, 2021/22, 2022/23, 2023/24, 2024/25.

«Спарта»
- Обладатель Кубка Чехии: 2019/20

### Личные
- Лучший молодой игрок Чемпионата Габона: 2011
- Лучший игрок Чемпионата Габона: 2012